# مسجد القبلة
مسجد القبلة أو مسجد حجي يوسف يلماز: هو مسجد صغير يقع على قمة جبل القبلة، على ارتفاع أكثر من 1130 متر، في قضاء غوني صو، بولاية ريزا، شمال شرقي تركيا، ويُطل على الجبال المغطاة بالنباتات والأشجار.يعود تاريخ إنشائه إلى القرن التاسع عشر حيث  بُني من الخشب ثم أعيد بناءه من الحجر، وتم تجديده عام 2010 بعد زيارة  رجب طيب أردوغان 

## روابظ خارجية
- صور المسجد موقع تركيا بوست